# James Outram
Sir James Outram (Butterley Hall (Derby grófság), 1803. január 29. – 1863. március 11.) angol hadvezér.

## Élete
1819-ben mint hadapród lépett a kelet-indiai társaság szolgálatába és őrnagyi rangra emelkedett. Az angol kormány 1856-ban reá ruházta a Perzsia ellen kiküldött brit had fővezérletét. 1857. február 8-án Kuhshabnál verte meg az ellenséget és miután március 19-én a Karum folyó torkolatát is elfoglalta, megkötötte a békét. Az indiai fölkelés alkalmával nyolc héten át tartotta magát Lakhnauban, mígnem Campbell tábornok fölmentésére érkezett. 1858. március 9-14-én hősiesen küzdött e város falai alatt és amikor Oudhot is elfoglalta, Outramet India polgári kormányzójává, 1858. október 9-én pedig baronetti rangra emelték. 1860-ban Angliában tért vissza.

## Művei
- Notes of the campaign in Scinde and Afganistan (1840)
- The conquest of Scinde (1846)